# Communauté de communes Val ès dunes
Ne doit pas être confondu avec Communauté de communes du Val ès Dunes.
La communauté de communes Val ès dunes est une communauté de communes française, située dans le département du Calvados et la région Normandie.

## Historique
Elle est créée le 1er janvier 2017 par la fusion de la communauté de communes du Val ès Dunes et de la communauté de communes Entre bois et marais (sans les communes de Saint-Samson, Escoville, Touffréville et Troarn) et la commune de Condé-sur-Ifs (issue de la communauté de communes de la Vallée d'Auge),.
La nouvelle intercommunalité prend officiellement le nom de communauté de communes Val ès dunes (sans l'article contracté et sans majuscule à dunes) pour la distinguer de la précédente.
À la même date, les communes d'Airan, de Billy, de Conteville, de Fierville-Bray et de Poussy-la-Campagne fusionnent pour constituer la commune nouvelle de Valambray. De même, les communes de Chicheboville et de Moult fusionnent pour constituer la commune nouvelle de Moult-Chicheboville.
Le 1er janvier 2025, Saint-Sylvain quitte la communauté de communes Cingal-Suisse Normande et rejoint la communauté de communes Val ès dunes

## Territoire communautaire

### Géographie
Située  dans le département du Calvados, la communauté de communes Val ès Dunes regroupe 18 communes et s'étend sur 165,8 km2. Elle s'étend de la banlieue est de Caen (Cagny) aux portes du pays d'Auge (Condé-sur-Ifs).

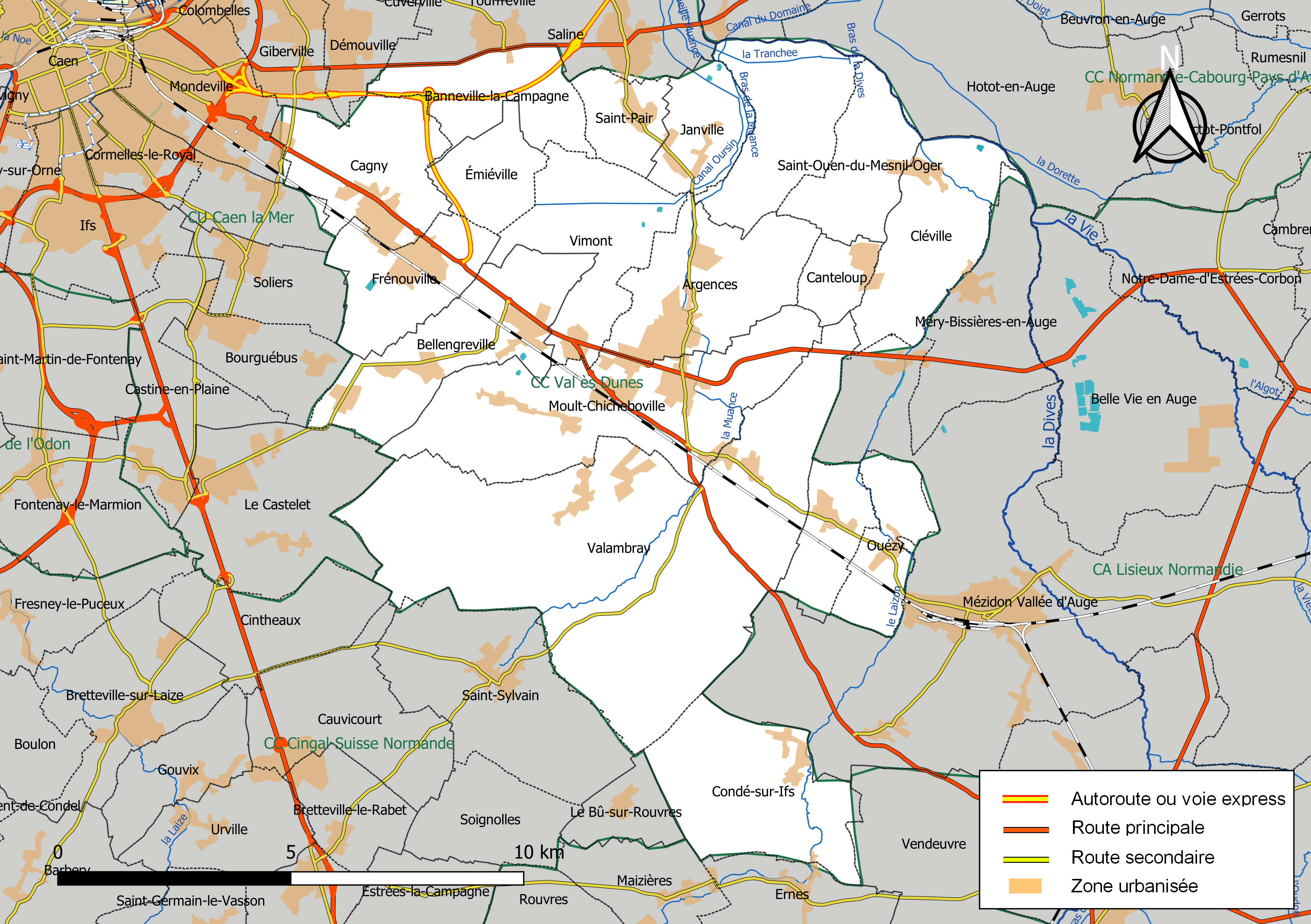
Carte de la communauté de communes Val ès Dunes au 1er janvier 2019.

### Composition
La communauté de communes est composée des 19 communes suivantes :

| Nom                       | Code Insee | Gentilé          | Superficie (km2) | Population (dernière pop. légale) | Densité (hab./km2) |
| ------------------------- | ---------- | ---------------- | ---------------- | --------------------------------- | ------------------ |
| Argences (siège)          | 14020      | Argençais        | 9,76             | 3 940 (2022)                      | 404                |
| Banneville-la-Campagne    | 14036      | Bannevillais     | 6,44             | 188 (2022)                        | 29                 |
| Bellengreville            | 14057      | Bellengrevillais | 10,15            | 1 474 (2022)                      | 145                |
| Cagny                     | 14119      | Cagnisiens       | 8,46             | 2 075 (2022)                      | 245                |
| Canteloup                 | 14134      | Cantelouais      | 2,32             | 189 (2022)                        | 81                 |
| Cesny-aux-Vignes          | 14149      |                  | 4,19             | 419 (2022)                        | 100                |
| Cléville                  | 14163      | Clévillais       | 8,53             | 391 (2022)                        | 46                 |
| Condé-sur-Ifs             | 14173      |                  | 11,34            | 447 (2022)                        | 39                 |
| Émiéville                 | 14237      | Émiévillais      | 3,92             | 626 (2022)                        | 160                |
| Frénouville               | 14287      | Frénouvillais    | 6,45             | 2 022 (2022)                      | 313                |
| Janville                  | 14344      | Janvillois       | 4,44             | 385 (2022)                        | 87                 |
| Moult-Chicheboville       | 14456      |                  | 17,8             | 3 404 (2022)                      | 191                |
| Ouézy                     | 14482      |                  | 4,55             | 232 (2022)                        | 51                 |
| Saint-Ouen-du-Mesnil-Oger | 14637      | Mesnilogerais    | 5,89             | 227 (2022)                        | 39                 |
| Saint-Pair                | 14640      | Saint-Pairois    | 3,28             | 245 (2022)                        | 75                 |
| Saint-Pierre-du-Jonquet   | 14651      |                  | 8,17             | 291 (2022)                        | 36                 |
| Saint-Sylvain             | 14659      | Saint-Sylvanais  | 13,48            | 1 454 (2022)                      | 108                |
| Valambray                 | 14005      | Ambrayvalois     | 41,16            | 1 672 (2022)                      | 41                 |
| Vimont                    | 14761      | Vimontais        | 8,96             | 884 (2022)                        | 99                 |

### Démographie
| 1968  | 1975  | 1982   | 1990   | 1999   | 2008   | 2013   | 2018   |
| ----- | ----- | ------ | ------ | ------ | ------ | ------ | ------ |
| 8 248 | 9 046 | 11 276 | 13 536 | 14 031 | 15 764 | 17 273 | 18 334 |

## Administration

### Siège
Le siège de la communauté de communes est situé à Argences.

### Les élus
Le conseil communautaire de la communauté de communes Val ès dunes se compose de 39 conseillers représentant chacune des communes membres et élus pour une durée de six ans.
Ils sont répartis comme suit :
| Nombre de délégués | Communes                         |
| ------------------ | -------------------------------- |
| 8                  | Argences                         |
| 6                  | Moult-Chicheboville              |
| 4                  | Frénouville                      |
| 3                  | Bellengreville, Cagny, Valambray |
| 1 (+ 1 suppléant)  | les autres communes              |

### Présidence
| Période                                  | Période      | Identité           | Étiquette | Qualité                                          |
| ---------------------------------------- | ------------ | ------------------ | --------- | ------------------------------------------------ |
| janvier 2017                             | juillet 2020 | Xavier Pichon      | PRG       | Maire adjoint puis conseiller municipal de Moult |
| juillet 2020                             | En cours     | Philippe Pesquerel |           | conseiller municipal de Bellengreville           |
| Les données manquantes sont à compléter. |              |                    |           |                                                  |

### Compétences

#### Obligatoires
- Aménagement de l'espace
  - Aménagement de l'espace pour la conduite d'actions d'intérêt communautaire
  - Schéma de cohérence territoriale (SCoT) et schéma de secteur
  - Élaboration et approbation d'une charte de pays ; mise en œuvre d'études et d'actions contractuelles dans le cadre de politiques partenariales
  - Elaboration et suivi d'un programme local de l'habitat (PLH).
- Actions de développement économique
  - Actions de développement économique dans les conditions prévues à l'article L. 4251-17
  - Création, aménagement, entretien et gestion de zones d'activité industrielle, commerciale, tertiaire, artisanale ou touristique, portuaire ou aéroportuaire
  - Politique locale du commerce et soutien aux activités commerciales d'intérêt communautaire
  - Réalisation et gestion d'ateliers relais
  - Emploi : aide au développement local de l'emploi, insertion, soutien et formation des personnes à la recherche d'un emploi
  - Tourisme : communication, animation, et promotion touristique de la communauté de communes et des communes membres notamment par le développement de nouvelles technologies d'information et de communication.
- Aires d'accueil des gens du voyage
  - Aménagement, entretien et gestion des aires d'accueil des gens du voyage.
- Déchets ménagers
  - Collecte et traitement des déchets des ménages et déchets assimilés.

#### Optionnelles
- Protection et mise en valeur de l'environnement
  - Création, aménagement, entretien et promotion des chemins de randonnées intégrés dans le schéma directeur de randonnées de la communauté de communes
  - Réalisation d'études et d'actions communautaires pour la valorisation et l'animation des zones Natura 2000 et des ZNIEFF
  - Réalisation et gestion de réseaux de chaleur
  - Gestion des milieux aquatiques et prévention des inondations (GEMAPI)
  - Plan climat air énergie territorial (PCAET).
- Politique du logement et du cadre de vie
  - Développement d'une politique et d'actions en faveur de la petite enfance
- Création ou aménagement et entretien de la voirie d'intérêt communautaire
  - Amélioration de la sécurité dans les domaines suivants : aménagements renforçant la sécurité des déplacements sur les voiries ; aménagements des approches des lieux publics et des arrêts de bus ; signalisation de sécurité à l'exception des feux tricolores ; défense incendie : élaboration de réseaux spécifiques et constitution de réserves d'eau
  - Aménagement et entretien sur les voies d'intérêt communautaire. Sont reconnues d'intérêt communautaires les voies classées communales
  - Les voiries des lotissements sont prises en charge le 1er janvier suivant 10 années pleines à compter de la date du procès-verbal de la réception des travaux, sous réserve de leur intégration dans le domaine communal
  - La compétence voirie inclut la voie de circulation et les seules dépendances nécessaires à la conservation et à l'exploitation de la route : en agglomération, la compétence voirie s'entend de bordure à bordure (comprises) ou de fossé à fossé (inclus) ; hors agglomération, de limite privée à limite privée
  - Création et gestion de pistes cyclables pour constituer un maillage intercommunal
  - Pour la voirie, sont exclus : les effacements de réseaux, l'éclairage public, les aires de stationnement hors voirie, les réseaux collecteurs du pluvial ; l'assiette des trottoirs réservés à la circulation piétonne et non nécessaires à la conservation et à l'exploitation de la voie ; le balayage, le déneigement.
- Construction, entretien et fonctionnement d'équipements culturels et sportifs
  - Construction et gestion d'un complexe aquatique
  - Enseignement de la musique
- Assainissement
  - Assainissement collectif et assainissement non collectif (SPANC)
  - Pilotage, coordination et relais financier des travaux de réhabilitation des installations d'assainissement non collectif réalisés sous mapitrise d'ouvrage privée des particuliers et éligibles aux aides de l'Agence de l'Eau et des collectivités.
- Création et gestion de maisons de services au public

#### Autres compétences
- Accessibilité
  - Elaboration du plan de mise en accessibilité de la voirie.
- Transport
  - Transport scolaire des élèves résidents des établissements scolaires du territoire
  - Transport au centre aquatique des élèves scolarisés sur le territoire hors vacances scolaires
  - Transports collectifs sur le territoire de la communauté de communes
- Pôle santé
  - Création, mise en œuvre et organisation de pôles de santé

### Régime fiscal et budget
Le régime fiscal de la communauté de communes est la fiscalité additionnelle,